# Natasha Flyer
Pour les articles homonymes, voir Flyer.
Natasha Flyer (née en 1969) est une spécialiste américaine des sciences de la terre et une mathématicienne appliquée, reconnue pour son expertise dans les fonctions de base radiales. Elle travaille en tant que chercheuse scientifique au laboratoire d’analyse et d’apprentissage intégratif du Centre national de recherche sur l’atmosphère et est également affiliée au département de mathématiques appliquées de l’Université du Colorado à Boulder.

## Formation et carrière
Flyer se spécialise en sciences géologiques à l'Université Northwestern, où elle obtient son baccalauréat en 1993. Elle s'est ensuite rendue à l'Université du Michigan pour y suivre des études supérieures en sciences de l'atmosphère et de l'espace et a terminé son doctorat. en 1999. Sa thèse est intitulée The Effect of Upper Level Features in The Atmosphere on Linear Theory and Linearized Benjamin-Davis-Ono Theory for Internal Gravity Waves.
Elle est chercheuse postdoctorale au Centre national de recherche atmosphérique de 1999 à 2000 et elle poursuit ses études postdoctorales avec le soutien d'une bourse de recherche postdoctorale de la NSF au département de mathématiques appliquées de l'Université du Colorado à Boulder de 2000 à 2003. En 2003, elle revient au Centre national pour la recherche atmosphérique avec une nomination permanente en tant que scientifique.

## Livre
Avec son époux Bengt Fornberg, Flyer est l'auteure d'un ouvrage sur les fonctions de base radiales, A Primer on Radial Basis Functions with Applications to the Geosciences (CBMS-NSF Regional Conference Series in Applied Mathematics 87, Society for Industrial and Applied Mathematics, 2015),.